# Bosel
Cet article possède des paronymes, voir Bossel et Bosselle.
Bosel est un prélat anglo-saxon de la fin du VIIe siècle.

## Biographie
Bosel est consacré évêque de Worcester vers 680. Son prédécesseur Tatfrith étant mort avant d'être sacré, Bosel peut être considéré comme le premier évêque de Worcester.
D'après l'Histoire ecclésiastique du peuple anglais de Bède le Vénérable, des problèmes de santé le contraignent à démissionner en 691. Il est remplacé par Oftfor qui, comme Tatfrith, est un moine de l'abbaye de Whitby. Bosel meurt à une date inconnue après sa démission.